# Cristoforo Foschi

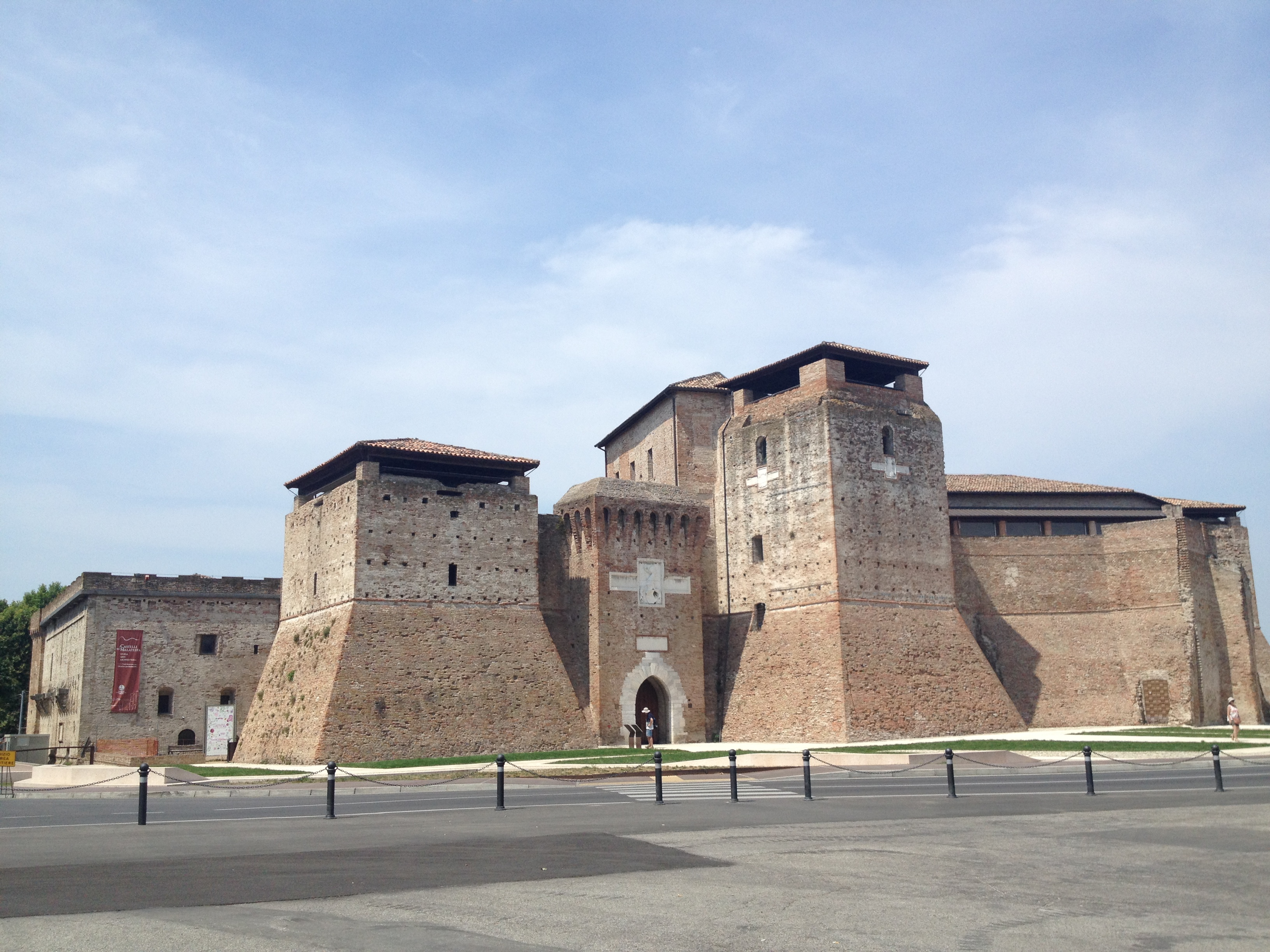
Il castel Sismondo, costruzione militare del XV secolo voluta da Sigismondo Malatesta.

Cristoforo Foschi (Mombaroccio, ... – Fano, 1464) è stato un architetto italiano.

## Biografia
Nacque a Montegiano di Mombaroccio, presso Pesaro, figlio di Biagio, presumibilmente all'inizio del secolo XV. Le notizie biografiche sono scarse; risulta attivo  tra il 1434 e il 1463, quasi sempre insieme a Matteo Nuti su vari cantieri quasi sempre per la signoria malatestiana.
Tra il 1434 e il 1436 alcuni documenti lo indicano residente a Fano e attivo come costruttore.
Nel 1437 assieme a Matteo Nuti  costruì la nuova torre della Sacca, sul fiume Metauro e l'anno seguente partecipò, sempre con Nuti, ai lavori nel Castel Sismondo di Rimini. Tra il 1440 e il 1444 lavorò al cantiere del palazzo dei Malatesta di Fano, rinnovata in forme rinascimentali per Sigismondo Pandolfo Malatesta, assieme ai fratelli Nuti. Ipotizzata anche la sua presenza a Cesena nel cantiere della biblioteca malatestiana.
Nonostante la scarsità di documenti nel 1454 risulta attivo a Senigallia, e nel 1458-60, impegnato nella costruzione del Tempio Malatestiano a Rimini, progettato da Leon Battista Alberti ed eseguito sotto la direzione di Matteo de' Pasti. Il suo ruolo dovette essere di una certa consistenza se il compenso ricevuto da Sigismondo  Malatesta fu di 100 ducati  per i lavori eseguiti "in fabrica cappellarum Sancti Francisci". 
Tra il 1460 e il 1463 fu  attivo nella progettazione e costruzione delle fortificazioni malatestiane a Cesena e a Fano.